# Céline Narmadji
Céline Narmadji est une militante des droits humains tchadienne, née le 20 octobre 1964 à Fort-Lamy. Elle est membre de la Ligue tchadienne des droits de l'homme depuis les années 1992 et porte parole de la coalition « Trop c'est trop ».

## Biographie

### Formation
Céline Narmadji nait le 20 octobre 1964 à Fort-Lamy. Elle commence sa scolarité dans une école catholique dans les années 1970. Les événements de 1979 viennent perturber ses études. Elle reprend le chemin de l'école dans les années 1982 après plusieurs interruptions pour des raisons familiale. Son père étant au chômage, elle doit aider sa maman à faire des petits commerces pour subvenir au besoin de la famille. Elle parvient à poursuivre ses études jusqu'en terminale.

### Militantisme
C'est dans les années 1990, après la disparition de son frère et l'assassinat de Maitre Joseph Bihidi, qu'elle s'engage dans le militantisme en faveur des droits de l'homme. Elle est membre de plusieurs associations de la société civile tchadienne. Elle a adhéré à la Ligue tchadienne des droits de l'homme depuis 1992, est porte-parole de la coalition « Trop c'est trop » et présidente de l’Association des femmes pour le développement et la culture de la paix au Tchad (AFDCPT). Ces engagements lui valent des déboires avec le pouvoir en place.

### Arrestation
Arrêtée le 23 mars 2016, elle est mise en garde à vue avec trois autres membres de la société civile tchadienne[Qui ?] à la suite de l'annonce d'une manifestation contre le 5e mandat du Président Idriss Déby. Elle est accusée d'« incitation à un rassemblement non armé, troubles à l’ordre public et désobéissance à un ordre légitime »,. Elle sera libérée après avoir passé trois semaines en détention. Elle est condamnée à quatre mois de prison avec sursis. 

## voir aussi
- Mahamat Nour Ahmat Ibedou